# アルメン・アルキアン
アルメン・アルキアン（Armen Albert Alchian, 1914年4月12日 - 2013年2月19日）は、アメリカ合衆国の経済学者、カリフォルニア大学ロサンゼルス校名誉教授。産業組織論について研究した。アーメン・アルシアンと発音する。

## 経歴
カリフォルニア州フレズノのアルメニア系アメリカ人の家に生まれ、スタンフォード大学で博士号を取得。

## 業績
「利潤を最大化しない企業は淘汰される」とし、1950年の有名な論文で利潤最大化論争に終止符を打った。また情報と不確実性についての分析を価格理論に取り込んだ。彼の所有権と取引費用についての分析は新制度学派のよりどころとなり、のちにハートやオリバー・ウィリアムソンの研究によって引き継がれた。アルキアン＝アレン効果を提唱し、20世紀後半最大の価格理論家と呼ばれている。2008年トムソン・ロイター引用栄誉賞受賞。

## 著書
- Pricing and Society, (Institute of Economic Affairs, 1967).
- Economic Forces at Work, (Liberty Press, 1977).
- The Collected Works of Armen A. Alchian vol. 1: Choice and Cost under Uncertainty, (Liberty Fund, 2006).
- The Collected Works of Armen A. Alchian vol. 2: Property Rights and Economic Behavior, (Liberty Fund, 2006).

### 共著
- The Allocation of Economic Resources: Essays in Honor of Bernard Francis Halev,  with Moses Abramovitz, Kenneth J. Arrow and George W. Hilton, (Stanford University Press, 1959).
- University Economics, with William R. Allen, (Wadsworth Pub. Co., 1964, 2nd ed., 1967, 3rd ed., 1972).
- Exchange and Production: Theory in Use, with William R. Allen, (Wadsworth Pub. Co, 1969).
- Exchange & Production: Competition, Coordination & Control, with William R. Allen, (Wadsworth Pub. Co., 2nd ed., 1977, 3rd ed., 1983).